# Mercat Marsans
El Mercat Marsans és un mercat municipal de Cornellà de Llobregat situat al barri de la Gavarra, a la Plaça de Lluís Marsans i Peix.
L'edifici va ser inaugurat el 25 de setembre de 1960 per tal d'atendre el creixement demogràfic que es va produir a Cornellà a finals de la dècada dels quaranta i principis dels cinquanta, tot esdevenint el segon mercat construït a la ciutat després del Mercat Centre (edificat el 1898). Inicialment constava de 71 parades de diferents productes alimentaris. Fou edificat sobre terrenys de propietat municipal, que havien ocupat l'antic camp de rugbi de Cornellà. Amb anterioritat havien format part d'una finca més gran, i que va pertànyer al banquer barceloní Lluís Marsans i Peix, de qui va prendre nom la plaça i el propi mercat.
Des de fa diversos decennis, els dijous al matí s'instal·len les parades del mercat ambulant setmanal del barri a la zona limítrofa a l'edifici.

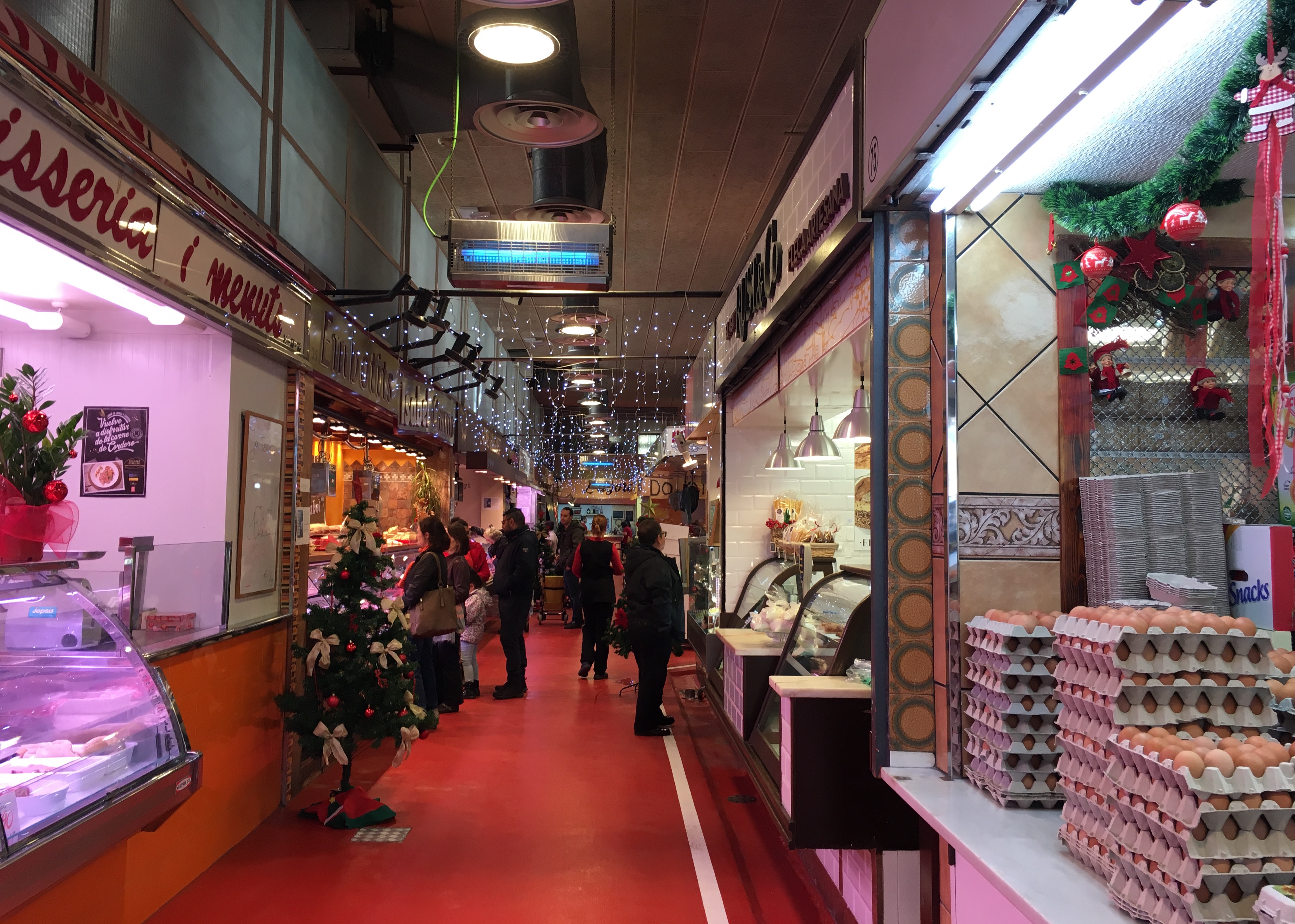
Passadís del mercat.
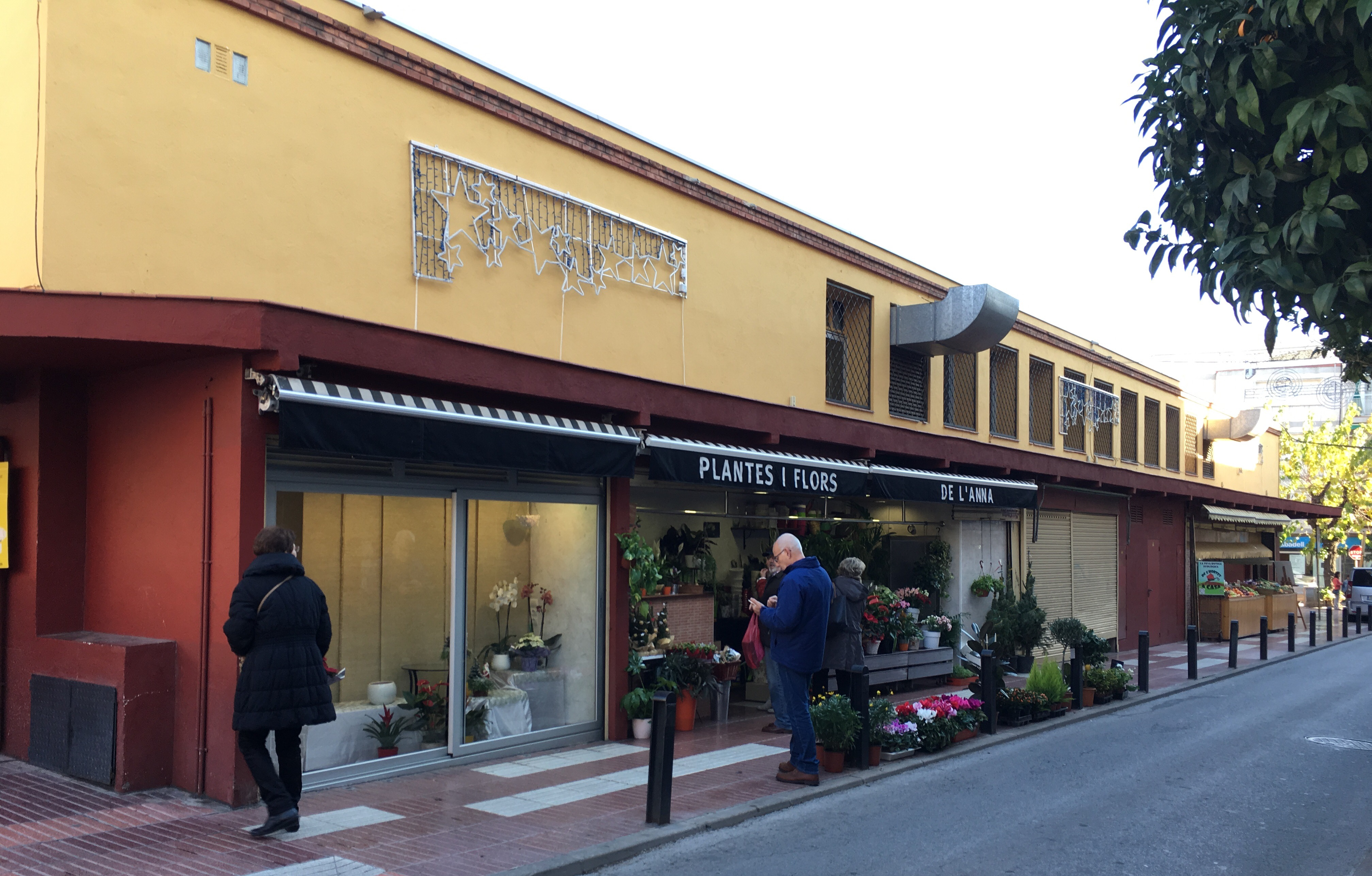
Façana sud del mercat.